# Агафонов, Яков Григорьевич
Я́ков Григо́рьевич Агафо́нов (6 [19] августа 1912, Левая Россошь, Каширский район — 19 августа 1944, Варшава) — участник Великой Отечественной войны, командир орудия 1840-го истребительно-противотанкового артиллерийского полка 28-й истребительно-противотанковой артиллерийской бригады 38-й армии 1-го Украинского фронта, Герой Советского Союза (1944), гвардии старшина.

## Биография
Родился 19 августа 1912 году в селе Левая Россошь (ныне Каширского района Воронежской области) в семье крестьянина. Русский. С 1918 года жил в городе Омске, окончил школу-семилетку. С 1933 работал на мебельной фабрике станции Кишлы (Бакинского горсовета) рабочим. С 1938 жил в городе Куйбышев Новосибирской области, работал старшим мастером, начальником цеха на мясокомбинате.
В 1939 году был призван на действительную службу и отправлен на финский фронт, вернулся домой в 1940 году.
В 1941 году был призван в Красную армию Куйбышевским райвоенкоматом Новосибирской области. На фронте стал артиллеристом, командиром противотанкового орудия. Боевое крещение получил в боях под Москвой. Сражался на Курской дуге, форсировал Днепр.
6 июля 1943 года расчёт под командованием Якова Агафонова в составе 869-го истребительного противотанкового полка одним из первых принял на себя танковый удар противника на Обоянском направлении. В районе села Верхопенье артиллеристы остановили вражеские танки. Яков Агафонов, встав за наводчика, лично подбил две бронированные машины. За этот бой был награждён орденом Красной Звезды. Вскоре, уже когда шло наступление, был ранен.
После госпиталя вернулся на фронт, когда шла битва за Днепр. Воевал командиром орудия 1-й батареи 1840-го истребительного противотанкового полка. За бои на Лютежском плацдарме награждён медалью «За боевые заслуги». Особо отличился в наступательных боях в ноябре 1943 года.
В ночь на 13 ноября противник у села Шевченковка (Васильковский район Киевской области) 17 вражеских танков прорвались в тыл наших войск. В темноте они вышли прямо на огневые позиции батареи 1840-го истребительно-противотанкового артиллерийского полка. Расчёт под его командованием Агафонова принял бой, огонь открыли в упор, ориентируясь по вспышкам выстрелов и движущимся тёмным силуэтам. Вражеские танки метались по позиции батареи, давили орудия, утюжили окопы.
Из всей батареи продолжало вести огонь только орудие Якова Агафонова. Он один остался из расчёта, сам заряжал, сам наводил, сам стрелял, продолжая посылать снаряд за снарядом. В неравном поединке отважный артиллерист поджёг 3 танка, остальные отвернули в сторону. Но следом шла пехота, и Яков Агафонов опять встал к орудию.
Командир полка, представляя старшего сержанта Агафонова к высокому званию, писал:

«При отражении внезапной атаки танков противника товарищ Агафонов проявил стойкость, мужество и геройство. Стреляя в упор по противнику, он уничтожил три танка и до 50 вражеских солдат. Оставшись один, он продолжал вести схватку с противником и оставался у своего орудия до конца боя».

Пока ходили по инстанциям документы, наступление продолжалось. Через месяц в боях за станцию Чоповичи под городом Коростенем он подбил ещё один вражеский танк и уничтожил более десятка гитлеровцев. Был награждён орденом Красной Звезды.
Указом Президиума Верховного Совета СССР «О присвоении звания Героя Советского Союза офицерскому и сержантскому составу артиллерии Красной Армии» от 9 февраля 1944 года за «образцовое выполнение боевых заданий командования на фронте борьбы с немецкими захватчиками и проявленные при этом отвагу и геройство» был удостоен звания Героя Советского Союза с вручением ордена Ленина и медали «Золотая Звезда» (№ 2412).
Высокие награды Родины получил в июне 1944 года, накануне начала Львовско-Сандомирской операции. 19 августа 1944 года в бою за Прагу, предместье Варшавы, гвардии старшина Агафонов погиб. Похоронен на месте боя.

## Награды
- Медаль «Золотая Звезда» Героя Советского Союза
- Орден Ленина
- Два ордена Красной Звезды
- Медаль «За боевые заслуги»

## Память
- Имя Героя носят улица, клуб и дружина школы № 3 в городе Куйбышев Новосибирской области